# Championnats du monde de gymnastique rythmique 1991

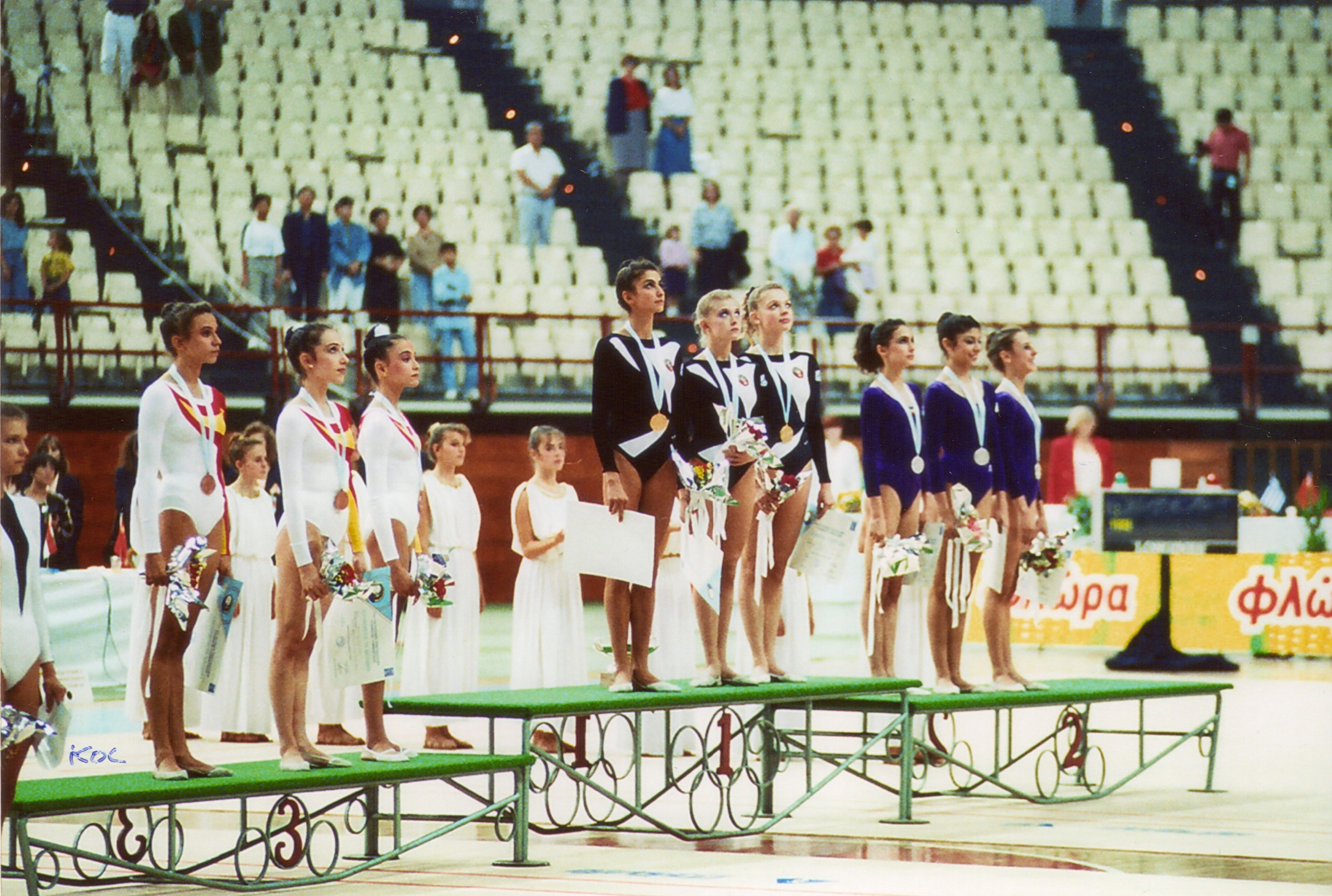
Podium par équipe des Championnats du monde 1991.

Les XVe championnats du monde de gymnastique rythmique se sont tenus au Pirée en Grèce du 9 au 13 octobre 1991.

## Épreuves individuelles

### Concours général individuel
| Rang               | Gymnaste                   | Points |
| ------------------ | -------------------------- | ------ |
| Médaille d'or      | Oxana Skaldina (URS)       | 39.575 |
| Médaille d'argent  | Olexandra Tymoshenko (URS) | 39.450 |
| Médaille de bronze | Mila Marinova (BUL)        | 39.150 |

### Corde
| Rang               | Gymnaste                   | Points |
| ------------------ | -------------------------- | ------ |
| Médaille d'or      | Olexandra Tymoshenko (URS) | 9.975  |
| Médaille d'argent  | Kristina Shekerova (BUL)   | 9.800  |
| Médaille de bronze | Oxana Skaldina (URS)       | 9.725  |

### Ballon
| Rang               | Gymnaste                   | Points |
| ------------------ | -------------------------- | ------ |
| Médaille d'or      | Olexandra Tymoshenko (URS) | 9.975  |
| Médaille d'argent  | Oxana Skaldina (URS)       | 9.800  |
| Médaille de bronze | Mila Marinova (BUL)        | 9.750  |

### Cerceau
| Rang               | Gymnaste                   | Points |
| ------------------ | -------------------------- | ------ |
| Médaille d'or      | Olexandra Tymoshenko (URS) | 10.000 |
| Médaille d'argent  | Mila Marinova (BUL)        | 9.975  |
| Médaille de bronze | Oxana Skaldina (URS)       | 9.950  |

### Massues
| Rang               | Gymnaste                   | Points |
| ------------------ | -------------------------- | ------ |
| Médaille d'or      | Olexandra Tymoshenko (URS) | 10.000 |
| Médaille d'argent  | Mila Marinova (BUL)        | 9.975  |
| Médaille de bronze | Samantha Ferrari (ITA)     | 9.675  |

## Concours général par équipe
| Rang               | Nation           | Total   |
| ------------------ | ---------------- | ------- |
| Médaille d'or      | Union soviétique | 118.450 |
| Médaille d'argent  | Bulgarie         | 115.850 |
| Médaille de bronze | Espagne          | 112.600 |

## Ensembles

### Concours général
| Rang               | Nation           | Total  |
| ------------------ | ---------------- | ------ |
| Médaille d'or      | Espagne          | 38.850 |
| Médaille d'argent  | Union soviétique | 38.800 |
| Médaille de bronze | Corée du Nord    | 38.500 |

### 6 rubans
| Rang              | Nation           | Total  |
| ----------------- | ---------------- | ------ |
| Médaille d'or     | Union soviétique | 38.900 |
| Médaille d'argent | Bulgarie         | 38.850 |
| Médaille d'argent | Espagne          | 38.850 |

### 3 cordes + 3 ballons
| Rang               | Nation           | Total  |
| ------------------ | ---------------- | ------ |
| Médaille d'or      | Union soviétique | 38.900 |
| Médaille d'argent  | Espagne          | 38.750 |
| Médaille de bronze | Corée du Nord    | 38.700 |